# Catch-22 (film)
Catch-22 is een Amerikaanse filmkomedie uit 1970 onder regie van Mike Nichols. Het verhaal hiervan is gebaseerd op dat uit de gelijknamige roman uit 1961 van Joseph Heller. De film werd genomineerd voor onder meer de BAFTA voor beste camerawerk en de Writers Guild of America Award voor beste bewerkte drama-scenario.

## Verhaal
In 1944 wordt de Amerikaanse kapitein John Yossarian gewaar dat de Tweede Wereldoorlog steeds grotesker en krankzinniger wordt. Hij besluit zich daarom gek te laten verklaren om zo aan de oorlog te ontsnappen. 

## Rolverdeling
| Acteur            | Personage                   |
| ----------------- | --------------------------- |
| Alan Arkin        | Kapitein John Yossarian     |
| Martin Balsam     | Kolonel Cathcart            |
| Richard Benjamin  | Majoor Danby                |
| Art Garfunkel     | Kapitein Nately             |
| Jack Gilford      | Dr. Daneeka                 |
| Anthony Perkins   | Kapitein A.T. Tappman       |
| Martin Sheen      | Luitenant Dobbs             |
| Jon Voight        | Luitenant Milo Minderbinder |
| Orson Welles      | Brigadier General Dreedle   |
| Bob Balaban       | Kapitein Orr                |
| Charles Grodin    | Kapitein Aarfy Aardvark     |
| Buck Henry        | Luitenant-kolonel Korn      |
| Richard Libertini | Broeder John                |
| Paula Prentiss    | Zuster Duckett              |
| Bob Newhart       | Majoor Major                |
| Marcel Dalio      | oude man in het bordeel     |
| Olimpia Carlisi   | Luciana                     |